# 紀念鬥牛場

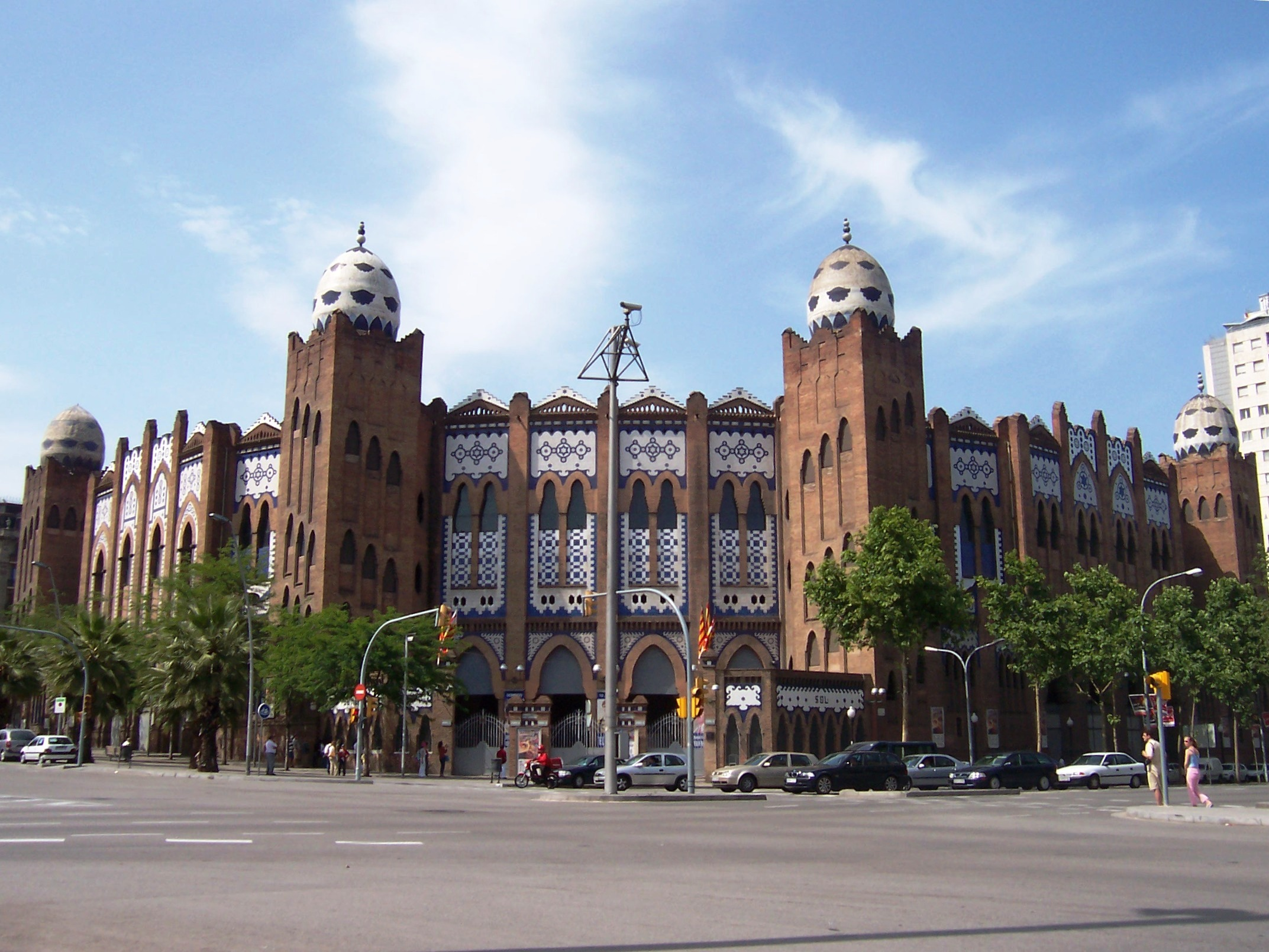

巴塞羅那紀念鬥牛場（Plaza Monumental de Barcelona）是位於西班牙巴塞羅那的一座建築。該建築也是加泰羅尼亞最後一座用於商業用途的鬥牛場。該鬥牛場修建於1914年，並在1916年改為現名。由於加泰羅尼亞議會在2010年通過了禁止鬥牛的法律並於2012年生效，該地成為加泰羅尼亞最後一個舉辦鬥牛的場館。 

## 外部連結
- Info from barcelona.com （页面存档备份，存于）

41°24′1″N 2°10′53″E / 41.40028°N 2.18139°E